# Trang viên ở Veľké Leváre
Trang viên ở Veľké Leváre (tiếng Slovakia: Kaštieľ vo Veľkých Levároch) là một trang viên được xây dựng theo phong cách kiến trúc Baroque, tọa lạc ở phía nam của làng Veľké Leváre, vùng Bratislava, Slovakia.

## Miêu tả
Trang viên được xây dựng vào năm 1773 bởi Đức Tổng Giám mục của Viên lúc bấy giờ là Hồng y Sigismund Kolonič. Trong khuôn viên của trang viên có một công viên diện tích 14 ha, một nhà nguyện được xây theo kiểu Baroque và một nhà máy được xây vào thế kỷ 18. Trang viên là một tòa nhà có hơn bảy mươi phòng, mặt bằng hình chữ U. Các cửa sổ của trang viên được đóng thành hình bán nguyệt. Ở giữa trang viên có một hành lang hình vòng cung.
Công viên được xây dựng cùng lúc với trang viên. Ban đầu, công viên này được xây dựng theo phong cách Baroque của Pháp. Vào thế kỷ 19, công viên được chuyển đổi thành công viên cảnh quan theo kiểu lãng mạn của Anh.
Trang viên đã được xây dựng lại nhiều lần trong thế kỷ 20. Trong thời kỳ xã hội chủ nghĩa, có một viện điều trị nghiện bên trong trang viên. Sau đó, viện này đóng cửa, và trang viên không được sử dụng cho đến nay.